# Valea Orevița
Valea Orevița – wieś w Rumunii, w okręgu Caraș-Severin, w gminie Sichevița. W 2011 roku liczyła 6 mieszkańców. 